# Rezerwat Wodno-Bagienny Stary Żadzien
Rezerwat Wodno-Bagienny Stary Żadzien (biał. Балотны заказнік «Стары Жадзен»; ros. Водно-болотный заказник «Старый Жаден») – rezerwat przyrody położony na Białorusi, chroniący kompleks leśno-bagienny. Ma status ostoi ptaków IBA. Znajduje się na liście konwencji ramsarskiej
Siedziba władz rezerwatu mieści się w Żytkowiczach oraz Lelczycach.

## Położenie
Rezerwat położony jest w obwodzie homelskim, w rejonach żytkowickim i lelczyckim. Obejmuje duże, niezamieszkane obszary leśno-bagienne Stary Żadzien i Wialikaje, oddzielone od siebie grzbietem.
Od północy i wschodu graniczy z Prypeckim Parkiem Narodowym, a od zachodu z Rezerwatem Krajobrazowym Błota Olmańskie, tworząc razem z nimi liczący ponad 200 000 ha Poleski Rezerwat Biosfery Prypeć.

## Historia
W okresie międzywojennym na terenie obecnego rezerwatu znajdowało się kilka niewielkich chutorów.
7 września 2012 bagno Stary Żadzien otrzymało status obszaru mokradeł o znaczeniu międzynarodowym, chronionego przez konwencję ramsarską. Rezerwat Wodno-Bagienny Stary Żadzien utworzono uchwałą Rady Ministrów Białorusi z 4 lutego 2015.

## Biotopy i hydrologia
Obszar ukształtował się podczas zlodowaceń plejstoceńskich. Bagna zajmują ok. 60% powierzchni, lasy ok. 40%.
Na terenach zabagnionych występują głównie bagna wysokie i przejściowe. Mniejszą powierzchnie zajmują bagna niskie, wydmy oraz inne suche wyspy.
Wśród lasów dominują bory sosnowe (68% zalesionej powierzchni). Ważnymi gatunkami lasotwórczymi są także brzoza brodawkowata (16%), brzoza omszona (ok. 12%) i olsza czarna (ok. 3%). Fragmentaryczne także dąb i osika. Lasy w większości dojrzałe, na trudno dostępnych obszarach wiek części drzewostanu przekracza 120 lat.
Teren rezerwatu leży w dorzeczu Stwihy. W granicach rezerwatu brak jest większych rzek. Zasilany jest głównie wodą opadową. Na jego terenie istnieje sieć kanałów melioracyjnych, powstałych pod koniec XIX w. Kanały te są jednak zarośnięte, a niektórych miejscach zablokowane przez drewno i tamy bobrowe, dzięki czemu reżim hydrologiczny jest zbliżony do naturalnego.

## Fauna i flora

### Fauna
Rezerwat Wodno-Bagienny Stary Żadzien jest ważnym siedliskiem ptaków, dla niektórych gatunków będący siedliskiem lęgowym. Stwierdzono tu występowanie 104 gatunków ptaków, w wśród których są m.in. orlik grubodzioby, orlik krzykliwy, rycyk, kulik wielki, bocian czarny, bielik, gadożer zwyczajny, orlik krzykliwy, żuraw zwyczajny, kwokacz, puszczyk mszarny, dzięcioł białogrzbiety, dzięcioł trójpalczasty, wodniczka, błotniak zbożowy, kobuz, puchacz zwyczajny, sóweczka zwyczajna, uszatka błotna, pustułka zwyczajna i sikora lazurowa. 
Z ssaków występują norka europejska, bóbr europejski, wydra europejska, koszatka leśna, orzesznica leszczynowa, borsuk europejski, ryś, jeleń, łoś euroazjatycki i żubr europejski. Ważne siedlisko nietoperzy, żyją tu borowiec olbrzymi, borowiec leśny, mroczek pozłocisty, mopek zachodni, nocek Natterera i nocek Brandta. 
33 gatunki występujących w rezerwacie zwierząt wpisanych jest do Czerwonej Księgi Białorusi. Prócz ptaków i ssaków są to dwa gatunki gadów (gniewosz plamisty i żółw błotny) oraz 1 płazów (traszka grzebieniasta).

### Flora
Na terenie rezerwatu florę reprezentuje 563 gatunków roślin naczyniowych, w tym 7 wpisanych do Czerwonej Księgi Białorusi. Na szczególną uwagę zasługuje stanowisko różanecznika żółtego. Ponadto występują tu m.in. fiołek bagienny, żurawina drobnoowocowa, wierzba borówkolistna, sasanka łąkowa, sasanka otwarta, wierzba lapońska, turzyca torfowa, pływacz średni, pływacz drobny, turzyca nitkowata, turzyca sztywna, manna, strzęplica, jeżogłówka, przygiełka biała i rosiczka pośrednia.

## Działalność człowieka
Działalność człowieka ze względu na niedostępność terenu ma ograniczony charakter. Na terenie rezerwatu odbywa się wypas bydła. Turystyka nie jest rozwinięta. Wycinka drzew jest prowadzona, jednak na niewielką skalę. Zagrożeniami dla bioróżnorodności są kłusownictwo oraz nielegalne, masowe zbiory jagód i żurawiny, w tym zakładanie obozów przez zbieraczy.